# Tillandsia propagulifera
Tillandsia propagulifera är en gräsväxtart som beskrevs av Werner Rauh. Tillandsia propagulifera ingår i släktet Tillandsia och familjen Bromeliaceae. Inga underarter finns listade i Catalogue of Life.

## Bildgalleri

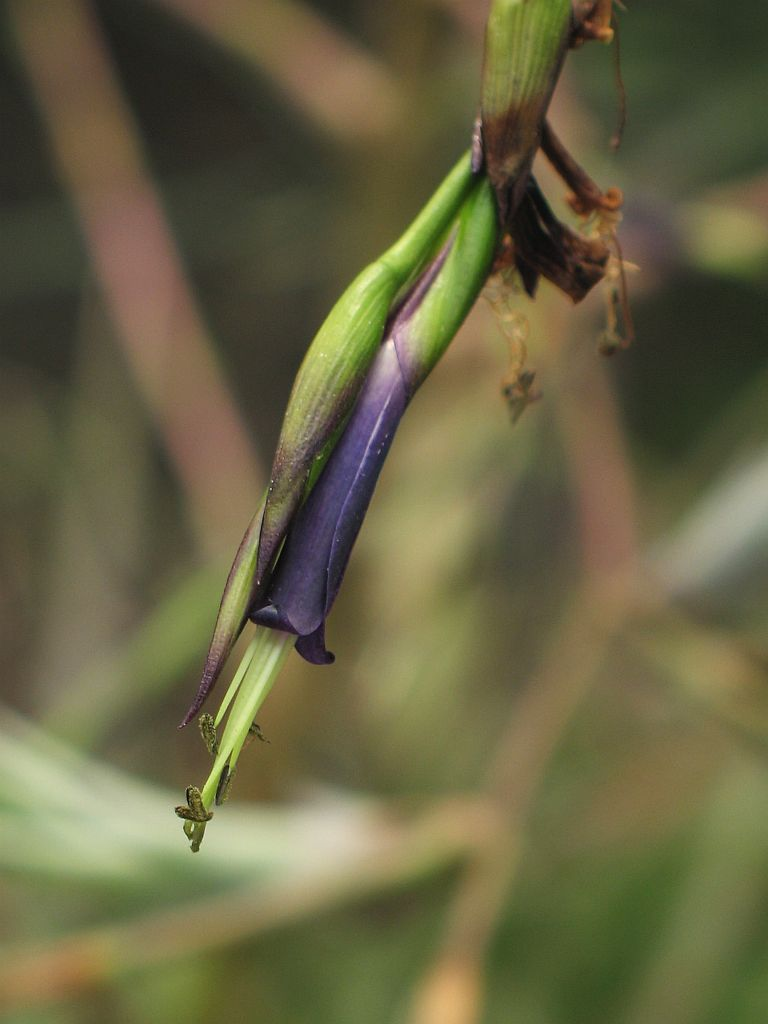
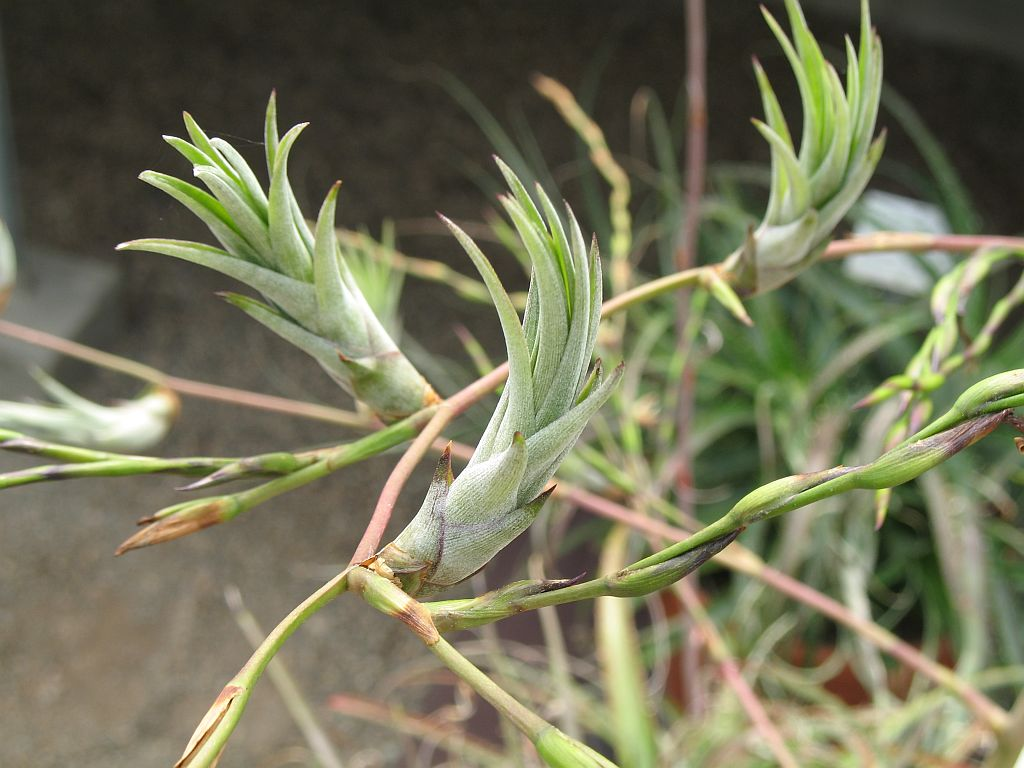
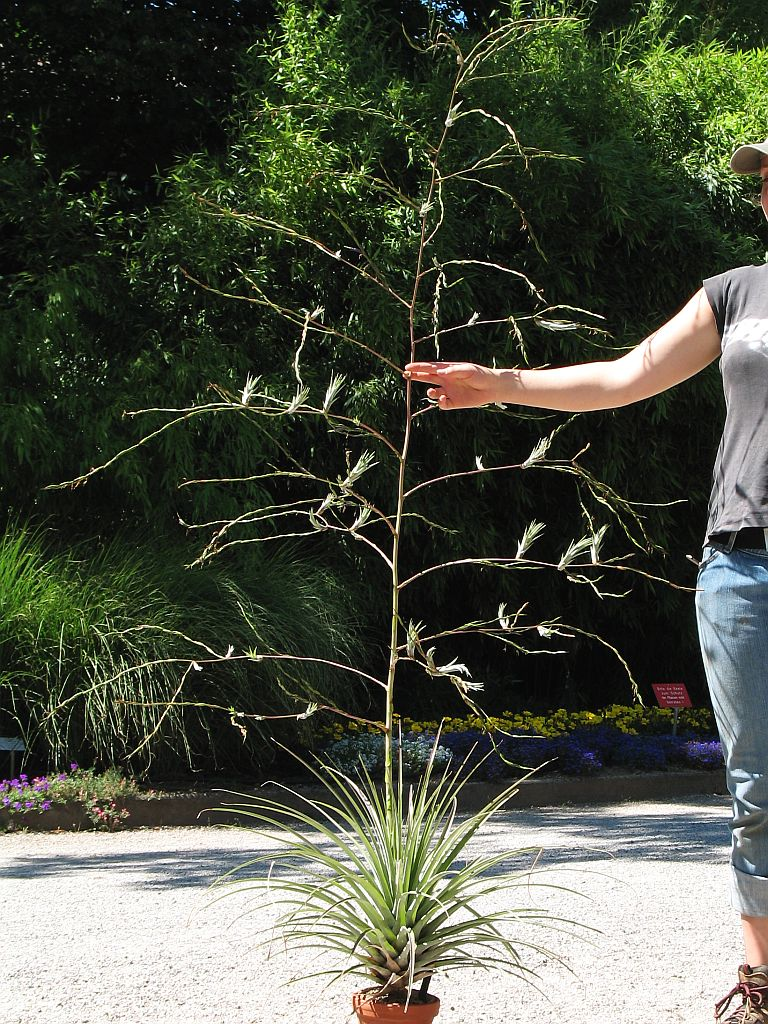